# Nikos Galis
Nikos Galis geb. Nikolaos Georgalis (griechisch Νίκος Γκάλης; * 23. Juli 1957 in New York City, New York) ist ein ehemaliger griechischer Basketballspieler und gilt als die größte Sportikone seines Landes und als einer der besten Basketballspieler Europas aller Zeiten. 2017 wurde er in die Naismith Memorial Basketball Hall of Fame aufgenommen.

## Karriere
Der in den Vereinigten Staaten geborene Sohn griechischer Eltern wuchs in Union City, New Jersey auf. Er war ein begeisterter Boxer, als jedoch seine Mutter anfing, sich Sorgen um ihn zu machen, versprach Nikos im Alter von 14 Jahren, ihr zuliebe die Sportart zu wechseln. Er besuchte nach der Highschool die relativ kleine Seton Hall University in New Jersey (1975–79). Er erzielte 1651 Punkte und lag damit auf dem fünften Rang der ewigen Korbjägerliste Seton Halls, als er die Hochschule verließ. In seinem Senior-Spieljahr 1978/79 belegte Galis mit 27,5 Punkten je Begegnung den dritten Platz auf der NCAA-weiten Korbjägerliste, hinter Lawrence Butler von der Idaho State University und Larry Bird von der Indiana State University. Galis' Manager, der ebenfalls die Sängerin Diana Ross unter Vertrag hatte, verpasste es, den Spieler im Probetraining von NBA-Mannschaften unterzubringen, Galis wurde letztlich in der NBA-Draft 1979 in der vierten Runde an 68. Stelle von den Boston Celtics ausgewählt. Er trainierte anschließend bei der Bostoner Mannschaft, zog sich jedoch eine Verletzung am Sprunggelenk zu und erhielt keinen Vertrag. Bostons Trainer Red Auerbach äußerte später, Galis nicht verpflichtet zu haben, sei der größte Fehler seiner Karriere gewesen.
Galis, der später angab, damals nicht gewusst zu haben, dass in Griechenland Basketball gespielt wurde und seine Augen auf die NBA gerichtet zu haben, nahm ein Angebot von Aris Thessaloniki an, er wechselte 1979 somit in die griechische Basketballliga. Mit Aris begann schließlich seine große Erfolgsgeschichte, die ihn bis heute zu einem Mythos hat werden lassen. In den folgenden Jahren gewann er unter anderem acht Griechische Meisterschaften und fünf Pokalsiege, ehe er 1987 den Höhepunkt seiner Karriere erreichte – der Gewinn der Basketballeuropameisterschaft mit der griechischen Nationalmannschaft. Bei der Europameisterschaft im eigenen Land war er mit 37 Punkten je Begegnung bester Korbschütze, wurde er zum MVP des Turniers gewählt und setzte somit das Fundament für seine Auszeichnung zu Europas Basketballer des Jahres 1987. Im Laufe seiner Karriere erhielt Galis Angebote aus der NBA, von den Boston Celtics und den New Jersey Nets. Da er als NBA-Profi gemäß der damaligen FIBA-Bestimmungen nicht für die griechische Nationalmannschaft hätte auflaufen dürfen, entschied er sich dagegen. 1992 versuchte Aris' Präsident, ihn zum Wechsel ins Trainergeschäft überreden, Galis wollte jedoch weiterhin spielen und wechselte zum Rekordmeister Panathinaikos Athen, mit dem er im folgenden Jahr ein weiteres Mal den Gewinn des griechischen Vereinspokals feierte. In der Anfangsphase der Saison 1994/95 kam es in der Halbzeit eines Spiels zum Streit zwischen dem mittlerweile 37-jährigen Galis und Panathinaikos’ Trainer Kostas Politis. Politis wollte gegen einen schwächeren Gegner jüngere Spieler zum Einsatz bringen und Galis deshalb auf die Bank setzen. Galis zeigte sich damit nicht einverstanden, verließ die Mannschaft und beendete seine Laufbahn.
Anfang Februar 2023 verdrängte der Franzose Nando de Colo Galis von der Spitze der ewigen Bestenliste der Korbschützen in Europapokalwettbewerben. Galis’ 4904 Punkte waren zuvor seit 1995 der höchste Wert gewesen.

## Nationalmannschaft
Sein Debüt bei der griechischen Nationalmannschaft gab Galis am 6. Mai 1980 bei einer Begegnung gegen Schweden, die Griechenland, trotz 25 von Galis erzielten Punkten,  mit 71:79 verlor. In den folgenden elf Jahren gehörte Galis zu den Stammspielern Griechenlands und nahm an fünf Europameisterschaften, einer Weltmeisterschaft sowie drei Balkanmeisterschaften teil. 1991, nach einer Begegnung gegen die Tschechoslowakei (95:79-Sieg für Griechenland) beendete Galis nach 168 Einsätzen und 5129 Punkten (30,6 im Schnitt) seine Nationalmannschaftskarriere.
Bis heute unerreicht sind Galis' Punkterekorde in der griechischen Meisterschaft (62 Punkte in einem Spiel), im Europapokal (57 Punkte in einem Spiel) sowie auf Nationalmannschaftsniveau (53 Punkte in einem Spiel). Auch war Galis vier Mal erfolgreichster Punktewerfer bei Europameisterschaften.
Weiterhin ist Galis Rekordhalter für die meisten pro Spiel erzielten Punkte (31,2 Punkte pro Spiel) bei Europameisterschaften.

## Nach seiner aktiven Laufbahn
Nach seiner aktiven Karriere gründete Nikos Galis, der bei den Olympischen Spielen 2004 in Athen die olympische Fackel ins Olympiastadion trug, eine Basketballakademie für Nachwuchstalente, die er bis Ende 2006 leitete.
Im Juni 2007 wurde Galis in die FIBA Hall of Fame aufgenommen. 2008 wurde Galis als einer der 50 bedeutendsten Akteure in der Geschichte der Europaliga ausgezeichnet.
Am 7. Mai 2013 wurde bei einem Freundschaftsspiel zu Ehren Galis die zentrale Sporthalle des Alexandrio Melathro in Nick-Galis-Halle umbenannt. Zudem wurde von Aris Thessaloniki offiziell die Rückennummer 6 zurückgezogen.

## Erfolge
- Griechischer Meister: 1983, 1985, 1986, 1987, 1988, 1989, 1990, 1991
- Griechischer Pokalsieger: 1985, 1986, 1987, 1988, 1989, 1990, 1993
- Griechischer Superpokalsieger: 1986
- Europameisterschaft: 1987
- Silber-Medaille bei Basketball-Europameisterschaft: 1989

## Auszeichnungen
- Europas Basketballer des Jahres: 1987
- MVP der Basketball-Europameisterschaft: 1987
- MVP der griechischen Meisterschaft: 1988, 1989, 1990, 1991, 1992
- “50 Greatest Euroleague Contributors”: 2008
- Naismith Memorial Basketball Hall of Fame: 2017
- Teilnahmen an Weltmeisterschaften: 1986
- Teilnahmen an Europameisterschaften: 1981, 1983, 1987, 1989, 1991
- Teilnahmen an Balkanspielen: 1982, 1984, 1986

## Karriere-Statistiken
| Wettbewerb                         | Spiele | Punkte | Schnitt |
| Griechische Meisterschaft          | 384    | 12.864 | 33,5    |
| Griechischer Pokal                 | 55     | 1.935  | 35,2    |
| Griechischer Superpokal            | 2      | 85     | 42,5    |
| FIBA Korać-Cup                     | 23     | 864    | 37,6    |
| FIBA Europapokal der Landesmeister | 125    | 4.047  | 32,4    |
| Nationalmannschaft                 | 169    | 5.167  | 30,6    |
| Gesamt                             | 758    | 24.962 | 32,9    |